# Psychotrope
Cet article concerne les substances ou médicaments psychoactifs. Pour la revue, voir Psychotropes.

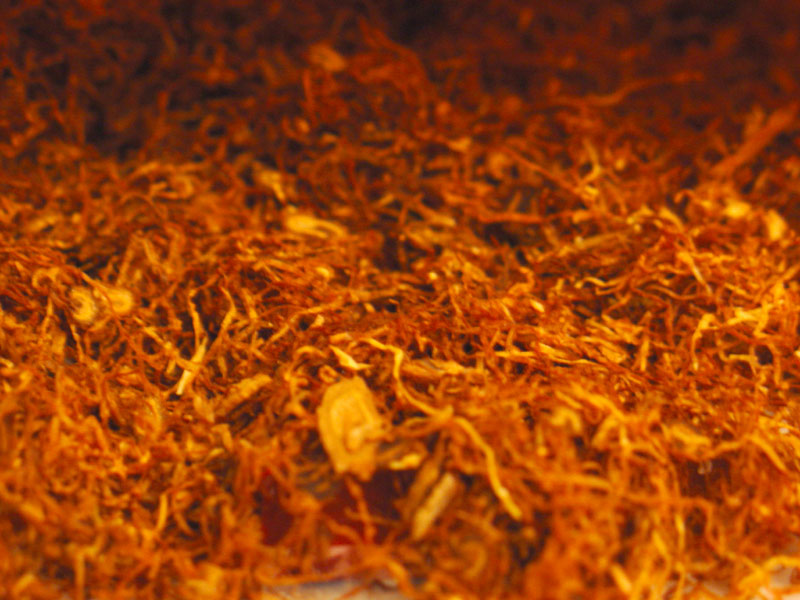
Tabac blond séché et haché, une des substances psychotropes les plus consommées dans le monde.

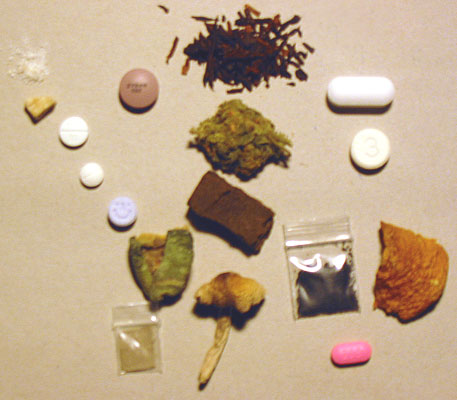
Un assortiment de différents psychotropes

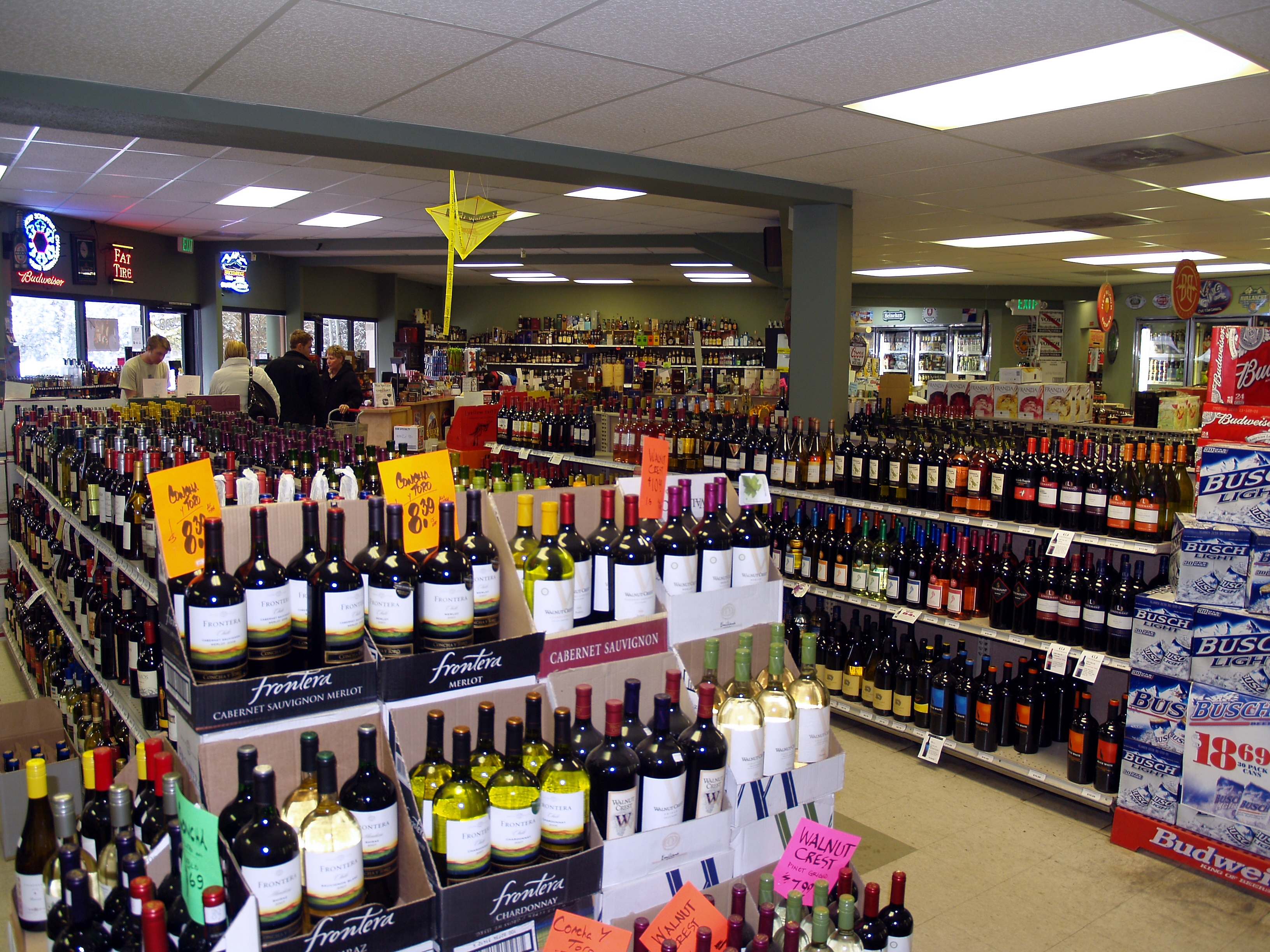
L'alcool est un des psychotropes les plus largement disponibles et consommés.

Un psychotrope est un produit ou une substance chimique qui agit principalement sur l'état du système nerveux central en y modifiant certains processus biochimiques et physiologiques cérébraux, sans préjuger de sa capacité à induire des phénomènes de dépendance, ni de son éventuelle toxicité. En altérant de la sorte les fonctions du cerveau, un psychotrope induit des modifications de la perception, des sensations, de l'humeur, de la conscience (états modifiés de conscience) ou d'autres fonctions psychologiques et comportementales.
Le terme psychotrope signifie littéralement « qui agit en direction » (trope) « de l'esprit ou du comportement » (psycho). Selon Jean Delay en 1957, « On appelle psychotrope, une substance chimique d'origine naturelle ou artificielle, qui a un tropisme psychologique, c'est-à-dire qui est susceptible de modifier l'activité mentale, sans préjuger du type de cette modification ».
L'effet ressenti lors de l'usage d'un psychotrope est parfois désigné sous le terme effet psychotrope, s'il est communément admis que l'effet psychotrope peut être induit par une substance psychotrope.
On dénombre un certain nombre de catégories de psychotropes en fonction de leurs principes actifs et actions physiologiques. Les principales selon le classement de J. Delay et P. Deniker sont : les psycholeptiques, les neuroleptiques, les hypnotiques, les tranquillisants, les thymoanaleptiques, les nooanaleptiques et les psychodysleptiques.
Cette classification, avec l'aide d'autres outils complémentaires tels le DSM (voir Manuel diagnostique et statistique des troubles mentaux), permet aux psychiatres d'établir un diagnostic et de proposer (voire imposer) une thérapie chimique.

## Usages juridiques du terme
Le terme psychotrope possède une définition en droit pour désigner un ensemble de substances classées aux tableaux I, II, III ou IV de la Convention de 1971 de l'ONU.
L'existence de ces deux définitions amène souvent une confusion dans l'usage du terme : tout le groupe pharmacologique est supposé soumis à réglementation alors que le terme juridique ne désigne qu'une petite partie de ces substances. Dans le langage courant, c'est le sens pharmacologique qui est prédominant.
On désigne aussi parfois certains psychotropes sous le terme de stupéfiants ou de drogue, s'ils sont illégaux ou soumis à une réglementation, le terme stupéfiant ayant eu lui aussi deux définitions amenant souvent une confusion dans son usage.
L'ONU ne donne pas de définition du terme psychotrope dans ses conventions, se contentant de lister les substances ainsi catégorisées, cette absence de définition est à l'origine de la confusion qui a parfois lieu entre les deux définitions.
Du fait de son usage dans les conventions internationales, ce terme a été repris notamment par les législations de la Belgique, de la France et de la Suisse pour désigner un ensemble de produits généralement listés en annexe des textes législatifs mais non défini.

## Histoire de l'usage des psychotropes

### Usage ancestral
Les produits psychotropes existent à l'état naturel dans divers plantes ou champignons, voire venins ; ainsi, tout au long de l'histoire de l'humanité, la plupart des civilisations humaines ont utilisé des substances psychotropes dans des buts spirituels, divinatoires, médicinaux ou encore récréatifs.
Les humains trouvent dans leur environnement naturel cinq types de plantes :
- les plantes alimentaires qui ont un haut pouvoir nutritif et sont utilisées pour l'alimentation ;
- les plantes toxiques, qui le tuent et sont utilisées pour tuer ou faire la chasse ;
- les plantes psychotropes, qui modifient son état de conscience et sont utilisées pour altérer, inhiber ou amplifier les perceptions ;
- les plantes médicinales, qui soignent des symptômes ou des affections ;
- les autres plantes n'entrant pas dans ces 4 catégories.

D'après les travaux de Robert Gordon Wasson et de W. La Barre, l'usage des plantes psychotropes remonte à au moins 15 000 ou 20 000 ans avant notre ère et à au moins 100 000 ans (première sépulture connue) pour Peter T. Furst qui considère comme nécessairement contemporaines la pratique du chamanisme et la ritualisation de la mort. Selon ces auteurs, les plantes psychotropes seraient essentielles dans l'idéologie et la pratique religieuse sur l'ensemble de la surface de la planète ; l'extrême ancienneté de leur usage serait déterminée par leur uniformité de pratique et de thématique malgré les différences ethniques et géographiques. Cette uniformité témoignerait d'une structuration inconsciente programmée culturellement à accepter l'expérience extatique dans le cadre d'un culte organisé. Ainsi, les chasseurs du paléolithique arrivés en Amérique étaient culturellement prédisposés à collecter des plantes psychotropes et à les préparer.
La sédentarisation due à la révolution du néolithique aurait permis l’institutionnalisation de la religion occultant peu à peu l'origine chamanique au point de l'oublier comme c'est le cas en Europe, où peu de ces rituels ont persisté. À l'inverse, d'autres auteurs, considèrent l'usage de substances psychotropes comme une dégénérescence des pratiques chamaniques originelles qui seraient fondées sur la « pure expérience religieuse spontanée ».
Quoi qu'il en soit, ces plantes ne possèdent pas, pour les ethnies qui les utilisent, une image de plante magique ou de chair des dieux dotée de pouvoirs surnaturels qui sont partagés par celui qui les consomme. Le fait qu'elles soient intégrées dans un rituel social, mystique ou religieux leur permet de bénéficier d'une tolérance socio-culturelle qui s'accompagne d'une tradition — souvent orale — de l'usage de cette substance. Cette tradition véhicule les prescriptions d'usage, les quantités à utiliser, les dangers relatifs à l'usage et permet d'installer une sorte d'équilibre relatif entre le produit et les usagers.
Dès que l'homme sait laisser des traces de son passage, les plantes psychotropes sont représentées que ce soit dans l'art pictural, dans les sculptures ou dans les premiers écrits, ce qui témoigne de leur importance dans la société. Ces traces permettent notamment aux spécialistes d'apporter une datation des usages.
L'usage d'Amanita muscaria remonte à 7 000 ans avant notre ère — voire au paléolithique — et se serait répandu au cours des migrations de la Sibérie jusqu'au nord de l'Inde. L'usage de Calia secundiflora aurait 6 000 ou 7 000 ans d'âge selon des traces archéologiques trouvées dans des grottes du Texas. L'usage de la coca en Amérique latine remonte à près de 5 000 ans. La culture du pavot à opium était connue en Mésopotamie 4 000 ans avant l'ère chrétienne. L'usage de champignons hallucinogènes en Amérique daterait d'au moins 3 000 ans, tout comme l'usage du tabac et du San Pedro dont il existe des représentations sur des tissus de l'époque chavin. L'usage du cannabis pour ses propriétés psychotropes est mentionné dès 2 737 av. J.-C. dans le Shen nung pen Ts'ao king. L'usage du peyotl est représenté sur des pièces d'art funéraire précolombien du Mexique occidental datant d'il y a 2 000 ans. L'Ipomoea violacea est représentée sur des fresques de Teotihuacan et de Tepantitla datées de 400 ou 500 apr. J.-C..
Outre l'usage spécifique des plantes, la façon de les absorber via certaines préparations (ayahuasca, yopo, maté, ololiuqui, etc.), de n'en consommer que certaines parties fait aussi l'objet d'une connaissance ancestrale ainsi le fait de priser (sniffer) date au moins de 1 800 ans avant notre ère comme en témoignent une tablette à priser en os de baleine et un tube en os d'oiseau trouvés sur le site côtier de Huaca Prieta.

### Développement de la science
À partir du XIXe siècle, les progrès techniques et scientifiques permettent dans un premier temps de mettre en évidence le principe actif de ces plantes puis de l'extraire.
Cette extraction permet de transporter ou d'utiliser des quantités moindres de produit puisque plus actif que la plante originelle ce qui en potentialise aussi les effets comme les dangers. Mais surtout cette extraction permet d'obtenir des produits finis (médicament) d'une teneur constante en principe actif (la concentration en principes actifs d'une plante étant aléatoire d'une région à une autre, voire d'une saison à l'autre) et d'une durée d'utilisation plus longue (un produit chimique se conserve plus facilement qu'une plante dont le principe actif se dégrade souvent après la cueillette).
Jusqu'au début du XIXe siècle, ces produits restent cantonnés à leurs usages traditionnels ou médicaux mais au cours du siècle, notamment du fait des progrès techniques, certains produits commencent à être consommés dans un but hédoniste de recherche du plaisir généralement dans les milieux artistiques ou scientifiques (des milieux ouvriers utiliseront l'absinthe jusqu'à son interdiction ; le vin Mariani, contenant de la coca, sera pour sa part utilisé jusqu'au Vatican). Cet usage avait déjà été constaté au XVIIIe siècle en Chine avec l'opium ce qui provoqua les guerres de l'opium.
Pendant la seconde moitié du siècle, les techniques d'administration (invention de la seringue) et de purification évoluent augmentant la toxicité des substances.
Le terme psychotrope apparaît à la fin du XIXe siècle, à la suite de la diabolisation de la morphine en médecine qui après avoir été présentée comme un produit miracle sera responsable de la maladie du soldat (morphinomanie des soldats traités à la morphine sur les champs de bataille).
Dans le même temps, les guerres de l'opium opposent principalement la Chine et le Royaume-Uni, la Chine désirant interdire les importations d'opium britannique. À la suite de ces guerres, le Royaume-Uni obtient la liberté d'importer son opium en Chine, les ligues de tempérances américaines s'indignent alors de ce commerce forcé d'une substance aliénante dans un seul et unique but de profit. Ce qui constitue alors les premiers balbutiements de la prohibition moderne reposant sur la vertu supposée de l'abstinence (principe issu de la morale protestante), ces ligues prennent ensuite une place importante dans la politique américaine (Harrison Narcotics Tax Act en 1914, prohibition de l'alcool, etc.) influant sur le discours et la politique internationale.
Au XXe siècle, la science continue ses progrès et ces substances peuvent désormais être synthétisées sans qu'on ait à pratiquer l'extraction du principe actif depuis la plante ce qui ouvre la voie à la synthèse de nouvelles molécules. Tout au long du siècle, les progrès pharmacologiques permettront d'obtenir des produits plus performants et souvent plus puissants.

### Mise en place d'une réglementation internationale
En 1909, à Shanghai, a lieu le premier accord international visant à contrôler le commerce d'un psychotrope à usage non-thérapeutique. Il se limite à l'opium. Il est suivi de la conférence de La Haye en 1912 qui s'étend de l'opium, à la morphine, la codéine et la cocaïne. Puis en 1925, la Société des Nations convoque la première Convention Internationale de l'Opium à Genève qui s'étend au cannabis et à l'héroïne. Entre 1931 et 1953, six conventions internationales sont signées, toutes visant à renforcer la prohibition de l'usage et à sanctionner la vente.
La décolonisation place les pays européens dans un contexte dans lequel, ne profitant plus des revenus des ventes de ces produits, ils rejoignent la position des États-Unis visant à imposer une prohibition de ces substances. Cette situation dans laquelle les pays en voie de développement de l'hémisphère sud sont stigmatisés comme producteur de drogues et les pays industrialisés de l'hémisphère nord figurent les consommateurs persiste jusqu'aux années 1990. La mondialisation redéfinit alors les rôles les pays producteurs qui deviennent eux-mêmes consommateurs et les pays consommateurs qui deviennent producteurs.[réf. nécessaire]
À la fin de la Seconde Guerre mondiale, la prohibition semble avoir eu raison du problème des drogues dans les pays occidentaux, à l'exception de l'alcool, du tabac et du café.
Dans les années 1950, les premiers neuroleptiques commencent à être utilisés dans les hôpitaux psychiatriques. C'est le début de l'utilisation massive des psychotropes pour contrôler le comportement des malades mentaux, et de leur réglementation par les agences gouvernementales. De la seconde moitié du XXe siècle à aujourd'hui, la consommation de psychotropes légaux s'étend à une fraction de plus en plus importante de la population en dehors des hôpitaux, notamment parmi les enfants à l'école, tandis que d'autres psychotropes sont interdits. Selon l'historien et psychiatre David Healy, la distinction entre drogues légales et illégales tient plutôt de leur utilisation en tant qu'instrument de contrôle ou facteur de désordre, que de leur rôle en tant que médicaments. C'est la raison pour laquelle la légalisation ou l'interdiction de psychotropes soulèvent tant de polémiques, et que les médicaments psychiatriques sont très critiqués (traitement involontaire dans les hôpitaux psychiatriques, sédation des malades pour le « confort » de l'entourage ou du personnel soignant, manipulation des patients vulnérables pour leur faire croire qu'un traitement est obligatoire, alors qu'il ne l'est pas…).
Dans les années 1960, les pays occidentaux voient une augmentation importante de la consommation qui sort des milieux artistiques et scientifiques pour toucher l'ensemble de la population ainsi que du trafic ce qui les décide à mettre en place une réglementation internationale. Une relation de causalité entre les mouvements contestataires des années 1960 et la consommation de psychotropes est mise en avant par les politiques occidentales de l'époque qui vont réprimer l'un pour enrayer l'autre.
La convention unique sur les stupéfiants de 1961 est adoptée puis complétée par la Convention sur les substances psychotropes de 1971 et la Convention contre le trafic illicite de stupéfiants et de substances psychotropes de 1988 afin de combattre aussi les filières internationales d'approvisionnement.
C'est dans le même temps qu'apparaissent en Occident les premiers écrits faisant état d'un culte de la drogue tant par la consommation de psychotropes illégaux que de médicaments psychotropes, on le décrit alors comme un phénomène social d'évasion face aux activités normales quotidiennes. Le terme drogue se charge d'une valeur péjorative éloignée de son sens originel qui témoigne d'une évolution linguistique, significative d'une rupture culturelle majeure quant au rapport de l'homme avec les psychotropes. Rupture qui différencie d'un côté les psychotropes illégaux ou drogues et les psychotropes à usage médical ou médicaments avec chacun un mode de fonctionnement propre et des acteurs spécifiques alimentant deux marchés distincts mais interconnectés. Alors que parallèlement apparaissent et se développent les études ethnologiques, ethnobotaniques et anthropologiques sur les usages rituels de ces produits.
Dans les années 1980, l'apparition du sida et de nouvelles substances poussent les pays occidentaux d'une politique presque uniquement répressive vers des politiques de prévention et de réduction des risques.
Dans les années 1990, le problème de la consommation de psychotropes s'est répandu sous l'impulsion de la mondialisation. Il ne touche plus seulement les pays occidentaux même si des différences culturelles ou géographiques subsistent dans la consommation de tel ou tel produit.
Parallèlement, la politique de prohibition menée depuis de nombreuses années par la communauté internationale montre ses limites. Si les grandes organisations criminelles type mafias, cartels, etc. ont pour la plupart disparu, il n'en est pas de même du trafic, et ces grandes organisations ont été remplacées par de plus nombreuses et plus petites structures, d'autant plus difficiles à combattre. Face à ces limites, des initiatives alternatives émergent, visant par exemple à réhabiliter les usages traditionnels dans le but de détourner les producteurs des trafiquants, en Bolivie par exemple.
Au début du XXIe siècle, il semble que l'avenir des psychotropes serait celui de la « psychopharmacologie cosmétique » avec des produits consommés dans un but de médication de confort pour les médicaments psychotropes et celui des « designer drugs » pour les stupéfiants.

## Motifs de consommation

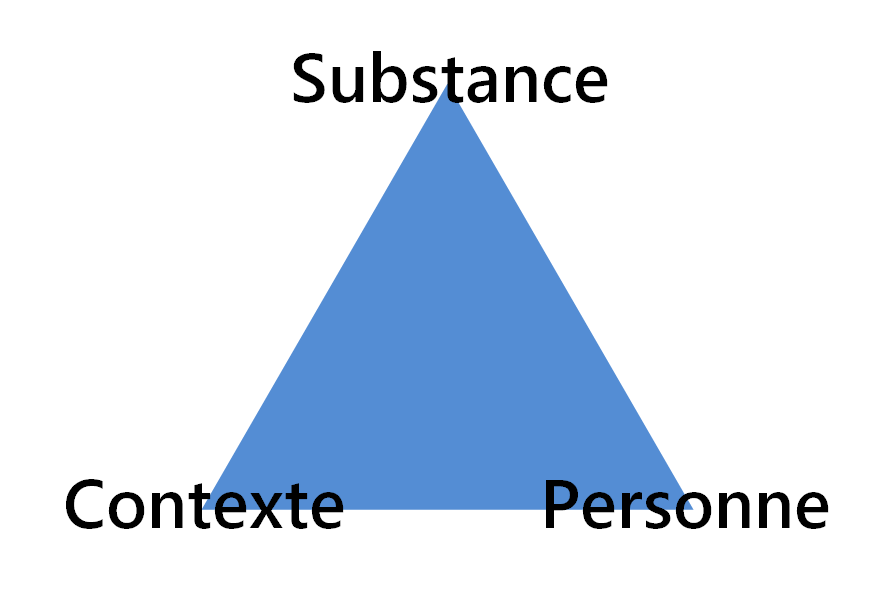
Trois facteurs-clés influencent la consommation de drogues : la drogue (type, dose, prix, etc.), le contexte (entourage, pauvreté, normes sociales, etc.) et l'individu (âge, génétique, personnalité, etc.).

Un psychotrope peut faire l'objet d'une consommation récréative dans le but d'altérer intentionnellement la conscience ou le comportement, par exemple le café, l'alcool, la cocaïne, le tabac ou le cannabis.
Il peut être consommé comme un enthéogène dans un but spirituel, cas par exemple la mescaline ou la psilocybine. Aldous Huxley en a tiré un livre : Les Portes de la perception.
Un psychotrope peut être consommé comme thérapie : par exemple l'utilisation de narcotiques afin de contrôler la douleur, de stimulants afin de traiter les narcolepsies ou les troubles déficitaires de l'attention mais aussi des antidépresseurs ou antipsychotiques afin de traiter des maladies neurologiques ou psychiatriques, on les appelle souvent les médicaments psychotropes. La prescription de psychotrope peut parfois induire un usage détourné.
Il peut être aussi consommé pour améliorer les performances physiques ou intellectuelles, on parle alors de produits dopants. Conan Doyle montre Sherlock Holmes avoir recours à sa fameuse solution à 7 pour cent soit pour tromper son ennui entre deux enquêtes, soit dans l'espoir de se stimuler lorsqu'il est confronté à un problème ardu. Il peut être consommé dans le but d'assouvir un besoin compulsif dans le cadre de la toxicomanie. Il peut être consommé involontairement dans un but de soumission chimique : drogue de viol, sérum de vérité.
La consommation de tel ou tel type de produit peut être liée à une mode ou encore à un désir d'allégeance à tel ou tel groupe social. Pour certains consommateurs, la consommation de psychotrope s'inscrit dans un mode de vie hédoniste ou antisocial, adopté préalablement à leur initiation aux drogues, la recherche du plaisir étant le fondement ou le but de la vie. Pour d'autres, la consommation de psychotropes constitue une modalité défensive contre des angoisses et des tensions contre lesquelles ils ne parviennent pas à lutter avec leurs seules ressources psychiques ; ces personnes qualifient parfois leur consommation d'automédication sans que cela puisse avoir une justification médicale.

## Psychotrope et sexe
Les études épidémiologiques s'intéressant aux effets du sexe sur la consommation de psychotropes sont récentes (années 2000) avec par exemple les travaux de Simmat-Durant L publiés en 2009 et en France elles utilisent surtout des données issues de panels d'étude de prévalence des consommations dans la population générale ou chez les adolescent(e)s, Mais on sait qu'hommes et femmes, pour des raisons socioculturelles, mais aussi biologiques ne sont pas égaux au regard de la consommation et de la vulnérabilité face aux psychotropes et au risque d'installation rapide d'une addiction ou d'effets négatifs aggravés.
De manière générale, d'après les données disponibles, les hommes tendent à expérimenter et à consommer plus que les femmes (surtout pour les consommations régulières de cannabis et d'alcool). Il semble exister des usages plus spécifiques des drogues chez les femmes ; ainsi les femmes adultes consomment beaucoup plus de médicaments psychotropes et leur consommation est plus solitaire, discrète ou cachée ; elles craignent plus le jugement des autres (surtout si elles sont enceintes) et consultent moins dans les centres de soins spécialités (ainsi vers 2005-2010 en Europe, seuls 30 % des consultants de ces centres sont des femmes selon Gyarmathy (2009), et elles ne sont que 20 à 25 % en France, dont dans les « consultations jeunes consommateurs » (CJC) (20 % de femmes sur 45 000 usagers reçus). L'usage festif existe néanmoins aussi ; L'adolescente peut au contraire rechercher dans un groupe une consommation massive, euphorisante et/ou désinhibitrice (ades J 97). les femmes ont plus souvent recours à la prostitution pour se fournir en produits et selon certaines sources elles prendraient proportionnellement plus de risques dans les comportements addictifs que les hommes (chez les femmes souvent fournies par leurs partenaires) selon Vidal-Trecan en 1998,. À dose équivalente elles peuvent être beaucoup plus vulnérables que les hommes aux effets de l'alcool et d'autres psychotropes et à la dépendance induites. Le moment de la grossesse est aussi une étape particulière de la vie (propice à une diminution ou à un arrêt de consommation de tabac, alcool et autres produits psychotropes, dans l'intérêt de l'embryon et du fœtus notamment).

## Conséquences de l'usage de psychotropes
L'usage répété peut conduire à une dépendance psychique et souvent aussi physique pour certaines substances comme les opiacés ou l'alcool. La dépendance se traduit par l'ensemble des symptômes entraînés par l'arrêt de la prise d'une substance spécifique ; en cas de dépendance physique, le syndrome de sevrage en fait partie.
L'usage répété et prolongé de substances psychotropes peut entraîner une adaptation de l'organisme appelée accoutumance. Si cet usage est non contrôlé — de type compulsif — il est question de toxicomanie dont le traitement vise généralement à l'abstinence par l'intermédiaire de cures de désintoxication et post-cures ou de programmes de substitution.
Les effets ressentis peuvent parfois être désagréables et entraîner un bad trip, notamment concernant les produits hallucinogènes pouvant engendrer des troubles durables regroupés sous le nom de « syndrome post-hallucinatoire persistant ». Concernant les hallucinogènes, il existe aussi un phénomène d'effet retour ou flash back qui peut replacer brièvement l'usager dans l'état généré par l'usage de psychotrope sans en consommer, et ce plusieurs mois après la dernière prise.

## Classifications
Il existe de nombreuses classifications des psychotropes. Ces classifications ont été établies au cours du XXe siècle en prenant en compte leurs effets, leur famille pharmacologique, leur activité sur le système nerveux, leur dangerosité (en fonction de la dépendance physique, psychique et de la tolérance), leurs implications sociales ou leur statut juridique.
Le diagramme suivant essaie d'organiser les psychotropes afin de fournir une vue d'ensemble des éléments les plus connus à travers des groupes et des sous-groupes basés sur leur classification pharmacologique et leurs effets. Le diagramme mélange les médicaments et les drogues de rue. Dans ce diagramme les produits de chaque sous-groupe sont proches et ont des modes d'action similaires. Ils sont placés en fonction de la légende ci-après. Les intersections primaires sont signalées par un mélange de couleur.

Légende (dans le sens horaire)
Groupes primaires
- Neuroleptiques sont généralement plus sédatifs (tranquillisants) à droite.
- Dépresseurs dont l'action augmente généralement en allant en bas à droite.
- Hallucinogènes sont des psychédéliques vers la gauche, des dissociatifs vers la droite, généralement les moins prévisibles en bas à droite et généralement les plus actifs près du titre.
- Stimulants dont l'action augmente généralement en allant en haut à gauche.

Groupes secondaires
- Intersection des stimulants (bleu) avec les neuroleptiques (rose) - antidépresseurs moderne non-sédatifs.
- Intersection des dépresseurs (rouge) avec les neuroleptiques (rose) - anciens antidépresseurs sédatifs et anxiolytiques.
- Intersection des dépresseurs (rouge) avec les hallucinogènes dissociatifs (vert) - dissociatifs primaires ayant un pouvoir dépresseur.
- Intersection des stimulants (bleu) avec les hallucinogènes psychédéliques (vert) - psychédéliques primaires ayant un pouvoir stimulant.

Groupes tertiaires
- Intersection des stimulants (bleu) avec les dépresseurs (rouge) — Exemple : la nicotine possède ces deux effets.
- Intersection des dépresseurs, hallucinogènes dissociatifs et neuroleptiques.
- Intersection des stimulants, dépresseurs et hallucinogènes — Exemple : le THC possède des effets appartenant aux trois groupes.
- Intersection des stimulants, hallucinogènes psychédéliques et neuroleptiques - exemple : les empathogènes / entactogènes.

Groupes quaternaires
- Intersection centrale des quatre sections (stimulants, dépresseurs, hallucinogènes et neuroleptiques) - le cannabis contient du THC et du CBD qui possèdent des effets appartenant à toutes les sections, le THC étant le constituant primaire de la section hallucinogène.

## Économie
Depuis la mise en place d'une réglementation internationale, les psychotropes dépendent donc de deux marchés, en fonction de leur classification : la médecine et l'industrie pharmaceutique pour les médicaments psychotropes ; l'appareil judiciaire et répressif des États et les trafiquants pour les stupéfiants.
L'importance du marché des médicaments psychotropes donne un poids économique aux laboratoires pharmaceutiques que certains auteurs dénoncent comme des lobbies privilégiant la recherche, dans un but économique, de molécules utilisables sur une longue durée pour un confort quotidien afin de créer des « populations captives ». Ainsi, il existerait des intérêts communs entre industrie pharmaceutique et pouvoir politique, l'un servant l'autre en délivrant des « amortisseurs sociaux » assurant la pérennité de la paix sociale.
La prohibition des drogues, tout en multipliant les risques et les pertes financières (saisies, arrestation et parfois incarcération des différents acteurs, opprobre public), favorise des prix élevés en répercussion à l'illégalité de l'activité (achat des routes de transit, compensation à la prise de risque, commission de blanchiment d'argent) qui génèrent des profits supérieurs à d'autres activités et rend le trafic de la drogue attractif pour les individus ou les groupes dans le besoin ou ne suivant pas la vox populi. L'essentiel de ces revenus profite au crime organisé, dont les profits nécessitent des procédures de blanchiment d'argent.

## Cinéma
Les films de psychotropes, c'est-à-dire aussi bien la consommation que le trafic de drogue, sont présents sur le grand écran dès le début du cinéma. Ainsi les films promeuvent-ils tout d'abord une vision moralisatrice condamnant leur usage avant d'adopter à partir des années 1970 une approche contre culturelle.